# فرودگاه تک‌بانده ال پدرگال
فرودگاه تک‌بانده ال پدرگال (به انگلیسی: El Pedregal Airstrip) یک فرودگاه خصوصی است که یک باند فرود ماسه دارد و طول باند آن ۴۴۲ متر است. این فرودگاه در کشور مکزیک قرار دارد و در ارتفاع ۳ متری از سطح دریا واقع شده است.